# Banket
Banket (фр. banquet) je veliki obrok, gozba ili pir, koja uključuje sve oblike serviranja hrane: predjela, glavnog jela i deserta. Banket najčešće nema svrhu samog obroka, već okupljanja, ceremonija, proslava, često je popraćen govorima u čast određenog pojedinca.

## Istorija banketa
Grčki istoričari često spominju persijske bankete koje su održavali satrapi iz Male Azije, a ta praksa se ubrzo proširila i dužinom drevne Grčke gde su poznate gozbe "simpozijumi" na kojima se raspravljalo o politici, književnosti ili filozofiji. U srednjem veku brojni evropski kraljevi održavali su bankete na kojima su proslavljali rođendane ili praznike. Uspešnim banketom podrazumevala se proslava na kojoj bi bili sklopljeni razni dogovori ili obostrane usluge.

## Vrste banketa
Banketa ima raznih vrsta: politički, sportski, konferencijski, poslovni, porodični, akademski, itd. Na njima se dodjeljuju diplome, medalje, odličja ili razna druga priznanja. U nekim delovima Kine kao što je autonomna regija Unutrašnja Mongolija na bankete se plaća poseban porez.

## Banketni sto
Banketni sto se koristi u dvoranama za bankete i druge svečane prijeme. Širi je i duži od restoraskog stola jer se na njega postavlja više posuđa, pribora i čaša zbog svečanijeg menija i bogatije se ukrašava. Obično je sklopiv zbog lakšeg prenošenja iz jedne prostorije u drugu